# Lionneta sechellensis
Lionneta sechellensis là một loài nhện trong họ Oonopidae.
Loài này thuộc chi Lionneta. Lionneta sechellensis được P. L. G. Benoit miêu tả năm 1979.